# Kero Kero Bonito
Kero Kero Bonito (KKB) é uma banda britânica de indie pop formada no sul de Londres em 2011. A banda é formada pela vocalista Sarah Midori Perry e pelos produtores e multi-instrumentistas Gus Lobban e Jamie Bulled.
Seu estilo musical consiste no indie pop, electropop, dance-rock, hyperpop, bubblegum pop e tweelectro. O trabalho anterior da banda foi influenciado pelo J-pop como Kyary Pamyu Pamyu, bem como dancehall e música de videogame; no entanto, após o EP TOTEP de 2018, seu som e influências se diversificaram, com seu segundo álbum de estúdio, Time 'n' Place, sendo influenciado pelo indie rock contemporâneo como Mount Eerie e My Bloody Valentine. Sarah, que é meio japonesa, canta e faz rap em japonês e inglês.

## História

### Formação

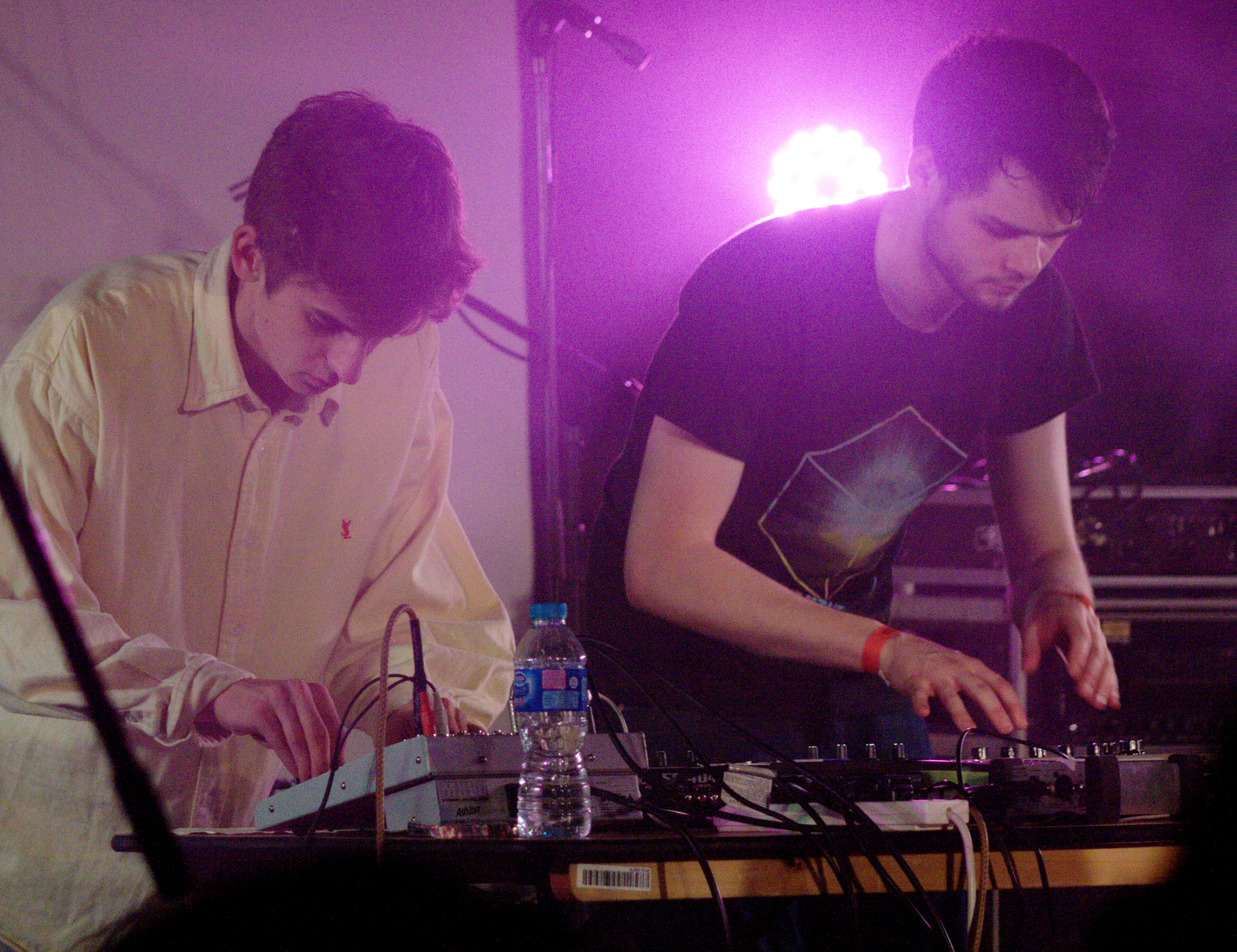
Jamie Bulled (esquerda) e Gus Lobban (direita)

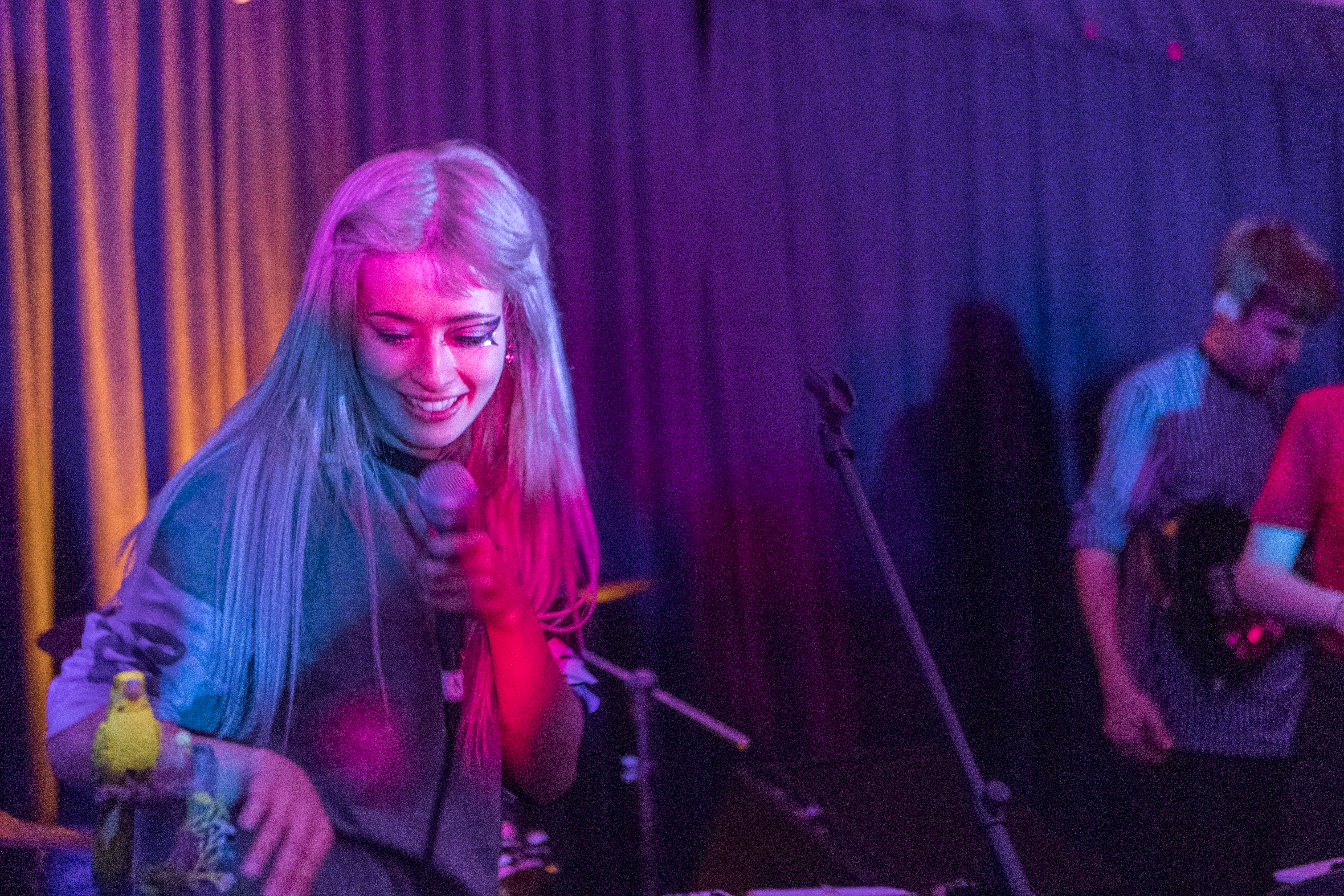
Sarah Perry se apresentando com o Kero Kero Bonito em Hoboken, New Jersey, em 2018.

Gus Lobban e Jamie Bulled cresceram em Bromley nos subúrbios ao sul de Londres e se conheceram na adolescência. Em busca de um novo membro da banda, eles postaram anúncios, inclusive no MixB, um quadro de avisos online para expatriados japoneses, em grande parte devido ao interesse em "rap japonês". Sarah Perry foi uma dos primeiros entrevistados. Eles a selecionaram com base em sua formação em arte e seu interesse em sua habilidade bilíngue. Embora ela tenha colaborado com um grupo de garotas japonesas anteriormente, Perry não tinha formação em canto profissional; em vez disso, ela estava interessada em colaborar com Lobban e Bulled simplesmente porque ela "queria experimentar".
O trio se autodenominava Kero Kero Bonito; seu significado é intencionalmente ambíguo, com uma derivação das palavras onomatopaicas japonesas para o coaxar do sapo e um tipo de peixe. Outros significados incluem o pássaro quero-quero brasileiro, assim "Pretty quero-quero" – ou mesmo "quero-quero bonito".

### 2014–2017: Mixtape eBonito Generation
O grupo lançou sua mixtape de estreia Intro Bonito pela Double Denim Records em agosto de 2014. Eles escreveram muitas de suas músicas apresentadas na mixtape usando um mini-teclado Casio SA-45. A banda contribuiu com a canção "Flamingo" para o EP de Ryan Hemsworth, shh#ffb6c1.
Em setembro de 2014, Kero Kero Bonito lançou Bonito Recycling, uma coletânea de remixes da mixtape Intro Bonito por artistas como Danny L Harle e Spazzkid. A banda lançou o single "Build It Up", em novembro de 2014.
Em 10 de agosto de 2015, Kero Kero Bonito anunciou sua primeira turnê norte-americana, que ocorreu em outubro de 2015.
Em 21 de outubro de 2016, o grupo lançou seu primeiro álbum Bonito Generation pela Double Denim.
Em 2 de fevereiro de 2017, o YouTuber Berd publicou uma animação parodiando o single "Flamingo" da banda. O vídeo se tornou viral e se tornou um meme da internet, ultrapassando 24 milhões de visualizações em janeiro de 2022.

### 2018:TOTEPeTime 'n' Place
Em 12 de fevereiro de 2018, a banda lançou o single "Only Acting". Ele parte do som eletrônico anterior da banda com um estilo mais sombrio e influenciado pelo rock. Mais tarde, em 20 de fevereiro de 2018, a banda lançou o EP TOTEP. O EP incluiu "Only Acting" e outras músicas seguidas do mesmo estilo.
Em 13 de abril de 2018, a banda realizou seu primeiro show com a 'formação completa'. Isso envolveu dois membros extras, James Rowland na guitarra e Jennifer Walton na bateria e no sampler, bem como Lobban na bateria e Bulled no baixo. Rowland tocou guitarra anteriormente em TOTEP. Esta mudança na formação ao vivo refletiu sua mudança no som após o EP.
Em 8 de maio de 2018, a banda lançou o single, "Time Today", e anunciou seu segundo álbum de estúdio, Time 'n' Place, que foi lançado em 1 de outubro de 2018. O álbum foi sonoramente um afastamento significativo de seu álbum de estúdio anterior, e foi inspirado por mudanças radicais na vida pessoal da banda após sua turnê.

### 2019–2022:Civilisation
Em 8 de julho de 2019, a banda postou "KKB Life" no YouTube, um vlog gravado durante a época de Time 'n' Place, anunciando que "uma nova era estava começando". Eles anunciaram uma turnê pela América do Norte e Europa logo depois e lançaram um novo single "When the Fires Come" em setembro de 2019. No final do mês, antes do início da turnê, eles também lançaram seu quarto EP Civilisation I.
Em 2020, a banda escreveu e tocou "It's Bugsnax!", a música tema do videogame Bugsnax, que foi apresentada em seu trailer de anúncio.
Em abril de 2021, Kero Kero Bonito lançou seu quinto EP, Civilisation II. Em setembro de 2021, Kero Kero Bonito lançou "rom com 2021", um remix do single de Soccer Mommy, "rom com 2004". A canção foi lançada sob a 23ª edição do Adult Swim's Singles Series.
Em 10 de setembro de 2021 é lançado o terceiro álbum da banda, Civilisation. Apresentando as canções já lançadas em Civilisation I e II, e a inédita "Gateway".

## Projetos paralelos
Com outros artistas
O músico eletrônico Spazzkid era fã do Kero Kero Bonito e recrutou Sarah Perry para fazer rap em "Truly" de seu EP Promise de 2014. Em 2015 ela foi destaque em "Everyday", o single de estreia do produtor Chroma-kei. Em 2021, ela apareceu no álbum de remixes de A. G. Cook, Apple vs. 7G, cantando na versão remix de "The Darkness" ao lado de Hannah Diamond.
Kane West

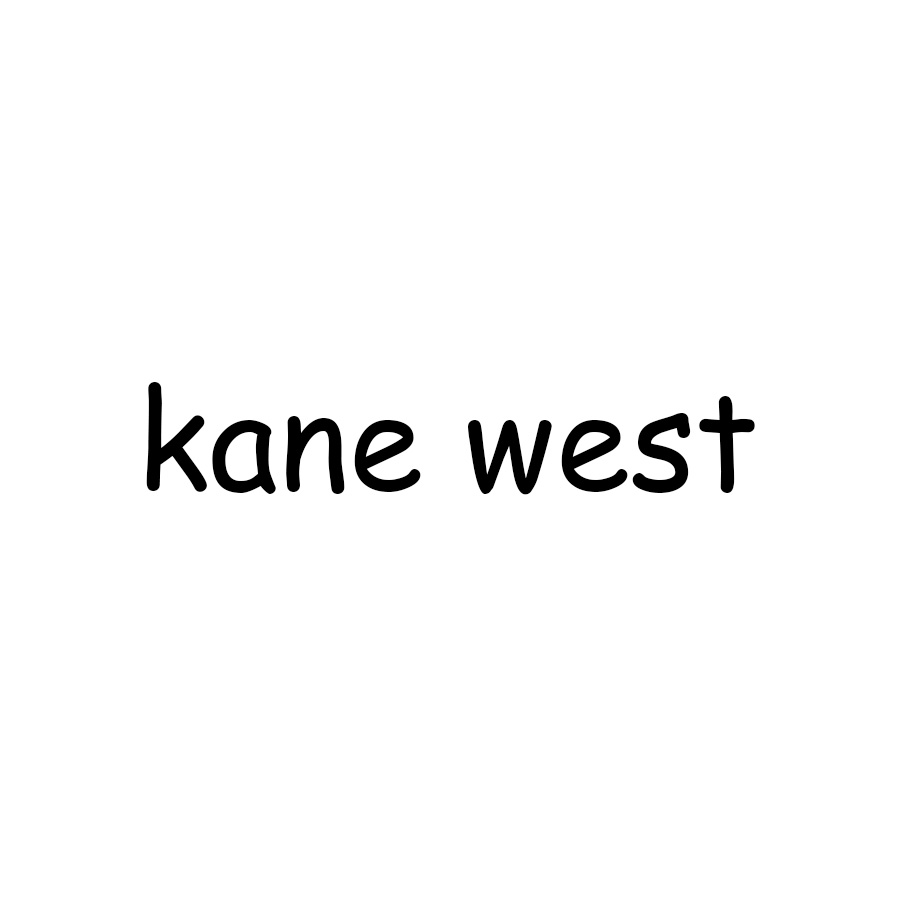
Capa do EP de Kane West, Western Beats.

Gus Lobban também grava música sob o nome Kane West. Ele ganhou um concurso de remixes para "Let's Go Dancing" de Tiga com Audion. Ele contribuiu para a mixagem da PC Music para DISown. Mais tarde, ele lançou seu EP Western Beats pela gravadora. Tiny Mix Tapes classificou o EP em 31º em sua lista dos "50 lançamentos musicais favoritos de 2014", e a Fact colocou a Western Beats em 33º em sua lista de final de ano. No ano seguinte, sua música "T.R.U.E.L.O.V.E." apareceu na segunda compilação Confessions de Folie Douce. Em agosto de 2015, Kane West lançou o EP Expenses Paid pela Turbo Recordings. Desde 2016, Lobban tem usado este alias principalmente para lançar remixes, com exceção de "Definitely Come Together", uma colaboração com Cecile Believe, lançado pela PC Music durante o Month of Mayhem.
Augustus
Além de Kane West, Lobban também lança trabalhos solo como Augustus, um projeto fortemente influenciado pela música pop da cidade japonesa. Sob este nome, ele lançou uma música original intitulada "Vs." (como parte de uma compilação promocional para Zoom Lens), bem como versões cover de músicas de GFOTY e Perfume. Ele também fornece os vocais na música "Money Won't Pay" do músico londrino bo en. Além desses dois projetos, Lobban co-escreveu e produziu duas faixas no álbum de 2017 de Saint Etienne, Home Counties.
Wharfwhit e The JLB
Antes do Kero Kero Bonito, Bulled foi membro da banda Kabogaeries. Desde a formação do Kero Kero Bonito, Bulled agora grava músicas sob o nome Wharfwhit, com o single de 2016 'Elbows' e os álbuns de 2017 Evidently e WHARFWHAT!? lançados sob esse nome. Em dezembro de 2021, Bulled lançou o single duplo A-side 'Strictly Dumb Dancing / Live Laugh Love London', sob o apelido de The JLB. As duas faixas estão no estilo de UK Garage.

## Integrantes
Kero Kero Bonito
- Sarah Midori Perry – vocais
- Gus Lobban – teclados, sampler, vocais de apoio, produção
- Jamie Bulled – teclados, sampler, produção

Formação ao vivo
O grupo se apresenta ao vivo como uma banda completa e como um trio usando um sequenciador e samplers.                                                                A banda ao vivo e completa é composta por estes membros:
- Sarah 'Bonito' – vocais, teclados
- Gus Lobban – vocais de apoio, teclados, bateria
- Jamie Bulled – baixo
- Jennifer Walton – bateria, sampler
- James Rowland – guitarra

## Discografia
Álbuns de estúdio
- 2016: Bonito Generation
- 2018: Time 'n' Place
- 2021: Civilisation

Mixtapes
- 2013: Intro Bonito

Miniálbuns (EPs)
- 2014: Bonito Recycling
- 2017: Bonito Retakes
- 2018: TOTEP
- 2019: Civilisation I
- 2021: Civilisation II